# Antilles Records
Antilles Records was een Amerikaans platenlabel. Het was een sublabel van Island Records en ontstond in 1976. Het label richtte zich op progressieve rock, disco, jazz en meer experimentele muziek. Rond 1987 verlegde het zijn aandacht naar experimentele jazz en ging het label zich Antilles New Directions noemen. In 1989 werd het label gekocht door PolyGram, dat het label onder de naam Antilles reserveerde voor jazz. Halverwege de jaren negentig werd Antilles overgeheveld naar Verve Records (nu een divisie van PolyGram Classics & Jazz). In 1999 gingen PolyGram en MCA Records samen onder de naam Universal Group en werd het label stopgezet.
Op het label Antilles is muziek uitgebracht van onder meer Ornette Coleman, Ben Sidran, Anthony Braxton, Phil Woods, Ronald Shannon Jackson, Steve Kahn, Philip Glass (Koyaanisqatsi), Naná Vasconcelos, Daniel Ponce, Jazz Warriors en Jeff Beal.